# Tbeng Meancheay
Tbeng Meancheay est une ville cambodgienne située dans la province de Preah Vihear.

## Démographie
En 2009 sa population était de 24 400 habitants.